# ハリー・ケリー (アナウンサー)
ハリー・ケリー（Harry Caray, 1914年3月1日 - 1998年2月18日）は、メジャーリーグベースボール（MLB）の中継実況アナウンサー。アメリカ合衆国・ミズーリ州セントルイス生まれ。MLB球団（シカゴ・カブスなど）の専属アナウンサーとして試合中継を長年担当し、1989年に「野球放送における殿堂入り」にあたる、フォード・C・フリック賞を受賞した。
息子のスキップ・ケリーと孫のチップ・ケリーも野球実況のアナウンサーである。

## 経歴
1914年3月1日にセントルイスでイタリア人の父とルーマニア人の母との間に生まれる。生誕時の名前はHarry Christopher Carabinaであった。学生時代及び19歳で放送業界に身を置くまではバスケットボールをプレーしており、野球実況の他にもセントルイス・ホークスやミズーリ大学のフットボールチームの実況放送などを担当していた。
1945年よりセントルイスでMLB球団セントルイス・カージナルスとセントルイス・ブラウンズ（1946年まで担当）の専属アナウンサーとして実況を担当し、1969年まで25年間務めた。カージナルスがワールドシリーズに進出した際は全国中継の実況も担当、1968年のボブ・ギブソンのシリーズ記録の1試合17奪三振の試合も担当した。
その後オークランド・アスレチックスで1年間過ごした後1971年から1981年までシカゴ・ホワイトソックスの専属アナウンサーとなる。ホワイトソックス時代にはディスコ・デモリッション・ナイトの試合の実況も行っている。1982年よりシカゴ・カブスの専属アナウンサーとなり、以後1997年まで16年にわたって実況放送を担当した。その間、1987年からは自身の名前を冠したレストランの経営も行うようになった。1997年の引退時には翌1998年から孫のチップが専属アナウンサーの座を引き継ぐことが発表された（チップは2004年まで担当）。
1998年2月18日に死去。この年カブスの地元シカゴでの本拠地開幕戦となった4月3日のモントリオール・エクスポズ戦は「ハリー・ケリーズ・メモリアルデー」と銘打たれた。ケリーの死を悼み、妻のドーチェ未亡人が放送席に招待され、7回表が終わると39102人の観客と一緒になって生前に夫・ハリーが行っていたように「 Take Me Out to the Ball Game 」を熱唱した。この年カブスの選手はユニフォームの袖部分にケリーの似顔絵のワッペンを付けてプレーした。

## セブンス・イニング・ストレッチ

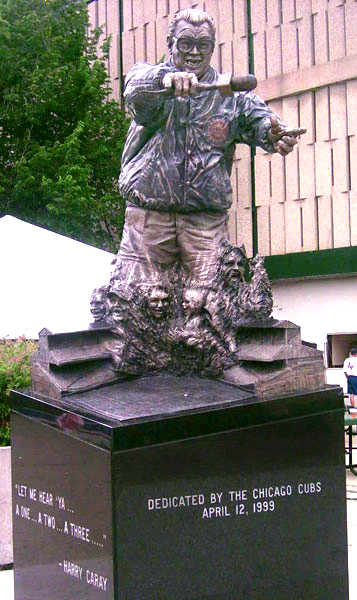
リグレー・フィールドにある銅像

ケリーを語る上で欠かせないのが、歌である。1973年から地元局のWSNSがホワイトソックスの試合中継を始めた頃から、コミスキー・パークでのホワイトソックス戦で7回表終了と同時に始まるセブンス・イニング・ストレッチで、WSNSの放送ブースからケリーがマイク片手に、専属オルガン奏者のナンシー・ファウストの演奏に乗せて大声で「Take Me Out to the Ball Game」を歌う姿が名物の一つになった。1980年にWSNSがホワイトソックスの放送を打ち切り、翌1981年からホワイトソックスは同じくシカゴのWGN-TVで放送を始めるが、ホワイトソックスの放映権は1年でWFLDに移り、ケリーは1982年からWGN-TVでのカブスの専属実況アナウンサーとなり、名物のセブンス・イニング・ストレッチの歌もカブスの本拠地リグレー・フィールドで以前と同様にWGNのブースにて継続して行われた。ケリーが亡くなってからは有名人のゲストが放送席から観客に呼び掛ける形で歌が始まるようになった。